# 加藤美南
加藤美南（日语：／ Katō Minami */?，1999年1月15日—）是日本偶像藝人，為女子偶像團體NGT48前成員，曾擔任NGT48 Team NIII第2任隊長。新潟市出身。

## 經歷
2015年
- 7月25日，於NGT48的第1期生徵選中合格[3]。
- 8月21日，以NGT48成員身分參加於新潟市歷史博物館（日语：新潟市歴史博物館）前廣場舉行的NGT48首次公開見面會，並在活動中表演空翻特技[4]。

2016年
- 1月10日，參與NGT48劇場的初日公演，並於公演中被宣布昇格為正式成員，所屬隊伍為Team NIII[5]。
- 3月21日，入選AKB48第44張選拔單曲的選拔成員之一，首次進入選拔組[6]。
- 6月18日，於「AKB48第45張單曲選拔總選舉」中獲得13,571票，得到第76名，並進入「Upcoming Girls」名單，首次參加AKB48選拔總選舉即進入榜內，也是唯二入榜的NGT48成員（另一名為北原里英）[7]。

2017年
- 6月17日，於「AKB48第49張單曲選拔總選舉」中獲得16,641票，得到71名，並進入「Upcoming Girls」名單，連續兩年在AKB48選拔總選舉入榜[8]。

2018年
- 4月13日，在朱鷺展覽館舉行的「NGT48單獨演唱會～來朱鷺了！從新潟邁向全國！～」演唱會上，由北原里英指名接任Team NIII隊長[9]。
- 6月30日，隨著第二代Team NIII的組成，正式就任Team NIII隊長。

2019年
- 5月21日，因20日在個人Instagram上的不當言論，被處分降格为研究生，NGT48營運方亦同時將组合全体成员的社交媒体暂时停止使用[10]。

2020年
- 12月25日，於NGT48聖誕公演中，與其他16名研究生一同獲升格為正式成員。但在升格消息發表後，加藤宣布自NGT48畢業。

2021年
- 1月31日，於NGT48劇場舉行畢業公演，正式從NGT48畢業。

## 人物

### 特徵
- 加入NGT48前，曾登上「制服STATION MAP」與「新潟美少女圖鑑」而在新潟當地受到關注[11]。
- 特技是學習了八年的舞棒（英语：Baton twirling），並曾在迪士尼樂園以來賓身分演出，也曾在全國大會上以團體及個人兩種組別出賽[1]，此外對前空翻、後空翻方面的體操特技也十分熟練，常在節目或是公演上表演空翻的技能[12][13]。
- 喜歡的食物是馬卡龍與小番茄，喜歡的格言則是「最大的敵人是自己[12]。」

### AKB48集團相關
- 在NGT48劇場中使用的Catch Phrase（自我介紹詞）是「東？西？北？南？大家的目光在看？（美南～[註 1]）我是新潟縣新潟市出身，NGT48的特技女孩暱稱『KATOMINA』的加藤美南[註 2]。」
- 憧憬的成員為AKB48集團第一任總監督高橋南，而加藤暱稱的由來也是因為憧憬高橋，故取與高橋的暱稱「TAKAMINA[註 3]」型式相似的「KATOMINA」作為自己的暱稱[11]。
- 在NGT48出道初期的公演或演出活動中經常擔任Center（中心成員），而被認為是NGT48的「ACE」（王牌）[14]。

## 參與歌曲
- 標註「★」符號者，表示該首歌曲有拍攝MV。

### 單曲CD
NGT48作品
|     | 發行日期       | 單曲名稱                         | 參與歌曲名稱                     | 名義      | 收錄於     | MV | 備註                      |
| --- | -------------- | -------------------------------- | -------------------------------- | --------- | ---------- | -- | ------------------------- |
| 1st | 2017年04月12日 | 青春时钟                         | 青春时钟                         |           | 全版本     | ★  | A面曲                     |
| 1st | 2017年04月12日 | 青春时钟                         | 空罐龐克                         |           | 全版本     |    |                           |
| 1st | 2017年04月12日 | 青春时钟                         | 寻求黑暗                         |           | Type-C     | ★  | 與高倉萌香共同 擔任Center |
| 2nd | 2017年12月06日 | 藍天會延續到這世界上的哪裡去呢？ | 藍天會延續到這世界上的哪裡去呢？ |           | 全版本     | ★  | A面曲                     |
| 2nd | 2017年12月06日 | 藍天會延續到這世界上的哪裡去呢？ | 我的眼淚流不出來                 | SNS選拔   | 全版本     |    | [ 17 ]                    |
| 2nd | 2017年12月06日 | 藍天會延續到這世界上的哪裡去呢？ | 有什麼東西在                     |           | Type-C     | ★  | [ 17 ]                    |
| 2nd | 2017年12月06日 | 藍天會延續到這世界上的哪裡去呢？ | 笨拙的上學電車                   | 故鄉Team  | NGT48 CD盤 | ★  | 與中村步加共同 擔任Center |
| 3rd | 2018年04月11日 | 春天哪裏來？                     | 春天哪裏來？                     |           | 全版本     | ★  | A面曲                     |
| 3rd | 2018年04月11日 | 春天哪裏來？                     | 之後吧                           |           | Type-B     | ★  | 與高倉萌香共同 擔任Center |
| 4th | 2018年10月03日 | 獻給世人                         | 獻給世人                         |           | 全版本     | ★  | A面曲                     |
| 4th | 2018年10月03日 | 獻給世人                         | 心中的太陽                       | Team NIII | Type-A     | ★  | 首次單獨擔任Center        |
| 5th | 2020年07月22日 | 粉紅雪酪                         | 粉紅雪酪                         |           | 全版本     | ★  | A面曲                     |
| 5th | 2020年07月22日 | 粉紅雪酪                         | 只是後悔                         | 研究生    | Type-B     |    |                           |

AKB48作品
|      | 發行日期       | 單曲名稱           | 參與歌曲名稱       | 名義           | 收錄於 | MV | 備註                    |
| ---- | -------------- | ------------------ | ------------------ | -------------- | ------ | -- | ----------------------- |
| 43nd | 2016年03月09日 | 你就是旋律         | Max朱鷺315號       | NGT48          | Type-D | ★  |                         |
| 44th | 2016年06月01日 | 不需要翅膀         | 不需要翅膀         |                | 全版本 | ★  | A面曲 首次進入AKB48選拔 |
| 44th | 2016年06月01日 | 不需要翅膀         | 你在哪裡?          | NGT48          | 劇場盤 |    | 首次擔任Center          |
| 45th | 2016年08月31日 | LOVE TRIP/分享幸福 | 光與影的每一天     |                | 全版本 | ★  |                         |
| 45th | 2016年08月31日 | LOVE TRIP/分享幸福 | 2016年的Invitation | Upcoming Girls | Type-D | ★  |                         |
| 47th | 2017年03月15日 | Shoot Sign         | 綠意森林運動公園   | NGT48          | Type-D | ★  |                         |
| 48th | 2017年05月31日 | 空有願望           | 明滅女人香         |                | Type-B | ★  |                         |
| 49th | 2017年08月30日 | ＃就是喜歡你       | 月光假面           | Upcoming Girls | Type-C | ★  |                         |
| 51st | 2018年03月14日 | Ja-Ba-Ja           | 就當朋友吧         | NGT48          | Type-D | ★  |                         |
| 53rd | 2018年09月19日 | 感傷列車           | 涼鞋成就不了的愛情 | Under Girls    | 全版本 | ★  |                         |
| 54th | 2018年11月28日 | NO WAY MAN         | 早安開啟的世界     | U-19選拔2018   | Type-C | ★  |                         |

### 劇場公演分組曲
NGT48
| 公演名稱                               | 參與歌曲名稱   | 備註                               |
| -------------------------------------- | -------------- | ---------------------------------- |
| 北原Team NIII時期                      |                |                                    |
| Team NIII 1st Stage「PARTY開始了」公演 | 裙擺飄飄       |                                    |
| Team NIII 1st Stage「PARTY開始了」公演 | 星之溫度       |                                    |
| Team NIII 2nd Stage「睡衣兜風」公演    | 無望之淚       |                                    |
| Team NIII 3rd Stage「榮耀之丘」公演    | 卑賤之夢       | 與山田野繪共演                     |
| 加藤Team NIII時期                      |                |                                    |
| Team NIII 3rd Stage「榮耀之丘」公演    | 用左臂带我走吧 | 與高橋真生、宮島亞彌、菅原里子共演 |
| Team NIII 3rd Stage「榮耀之丘」公演    | 說話對象是冰箱 | 與清司麗菜、小熊倫實共演           |
| Team G 1st Stage「引體後翻」公演       | 曲终人尽       | 長谷川玲奈的代演                   |

## 演出

### 電視劇
| 戲劇名稱          | 播出日期                       | 首播頻道         | 角色名稱             | 備註 |
| ----------------- | ------------------------------ | ---------------- | -------------------- | ---- |
| 暮蟬悲鳴時        | 2016年05月20日－2016年06月24日 | BS Sky PerfecTV! | 龍宮伶奈             |      |
| 暮蟬悲鳴時 解答篇 | 2016年11月25日－2016年12月16日 | BS Sky PerfecTV! | 龍宮伶奈             |      |
| 豆腐職業摔角      | 2017年01月22日－2017年07月02日 | 朝日電視台       | 加藤美南／指揮棒美南 |      |
| 馬路無理學園      | 2018年07月25日－9月27日        | 日本電視台       | 艾因茨／葵日向       |      |

### 綜藝及節目資訊
- 《AKB48的今夜來外宿》（2015年10月6日－2015年12月22日；日本電視台）
- 《AKB48 SHOW!》（2015年11月14日－，NHK）：不定期演出
- 《AKBINGO!》（2016年1月12日－；日本電視台）：不定期演出
- 《HKT48 vs NGT48指北合戰》（2016年1月12日－2016年3月29日；日本電視台）